# Luigi Simoni
Luigi Simoni (Crevalcore, 22 de janeiro de 1939 — Pisa, 22 de maio de 2020) foi um treinador, dirigente esportivo e futebolista italiano que atuou como meio-campista.
Morreu no dia 22 de maio de 2020, aos 81 anos.

## Carreira
Enquanto jogador, Simoni atuou por Mantova, Napoli, Torino, Juventus e Brescia Calcio até encerrar a carreira no Genoa. Logo iniciou, em curto espaço de tempo, a função de treinador desta equipe.
Alcançou a marca recorde de conduzir sete promoções de equipes da Serie B para a Serie A. O ápice de sua carreira ocorreria na Internazionale, na conquista da Copa da UEFA de 1997–98, quando o time contava com o brasileiro Ronaldo e o chileno Iván Zamorano.
Presidiu a Cremonese entre 2014 e 2016.

## Títulos

### Como jogador
Napoli
- Copa da Itália: 1961–62

Genoa
- Serie B: 1972–73

### Como treinador
Genoa
- Serie B: 1975–76[5]

Internazionale
- Copa da UEFA: 1997–98

### Prêmios individuais
- Panchina d'Oro: 1997–98
- Hall da Fama do Futebol Italiano: 2021